# Аделхайд фон Хесен (1268 – 1315)
Вижте пояснителната страница за други личности с името Аделхайд фон Хесен.
Аделхайд фон Хесен (на немски: Adelheid von Hessen; * ок. 1268 в Марбург; † 7 декември 1315) е ландграфиня от Хесен и чрез женитба графиня на Хенеберг-Шлойзинген.

## Произход
Тя е дъщеря на Хайнрих I 'Детето' фон Хесен-Тюрингия († 1308) и първата му съпруга Аделхайд Брауншвайгска († 1274), дъщеря на херцог Ото I фон Брауншвайг-Люнебург и Матилда фон Бранденбург. Баща ѝ се жени втори път през 1275 г. за Мехтилд фон Клеве († 1309).
Аделхайд фон Хесен умира на 7 декември 1315 г. на ок. 47 години и е погребана във Весра.

## Фамилия
Първи брак: през 1284 г. с граф Бертхолд VII „Мъдрия“ фон Хенеберг-Шлойзинген († 1340), син на Бертхолд V фон Хенеберг († 1284) и София фон Шварцбург († 1279). Те имат децата:
- Хайнрих VIII (* ок. 1288; † 10 септември 1347), ∞ 1317 г. Юта фон Бранденбург († 1353)
- Йохан I (* ок. 1300; † 2 май 1359), ∞ 1349 г. за Елизабет фон Лойхтенберг († 1361)
- Бертхолд († ок. 1411), рицар на Йоанитския орден, комтур в Кюндорф
- Лудвиг (* ок. 1304; † сл. 1 септември 1357), домхер в Магдебург
- Елизабет (* пр. 1318; † 6 декември 1377), ∞ пр. 3 март 1333 г. за Йохан II бургграф на Нюрнберг († 1357)

Втори брак: с Анна фон Хоенлое († 1323).